# Joschafat (Juda)
Joschafat war Sohn und Nachfolger von Asa als König von Juda. Seine Regierungszeit wird auf die Jahre 873–849 v. Chr. (Albright) bzw. 870–848 v. Chr. (Thiele) datiert. Er hatte mehrere Kinder, unter ihnen sein Nachfolger Joram.

## Etymologie
Der hebräische Personenname „Joschafat“ ist in zwei verschiedenen Schreibweisen überliefert: יְהוֹשָׁפָט jəhôšāfāt und (seltener) יֹושָׁפָט jôšāfāt. Es handelt sich um einen Verbalsatznamen, bestehend aus Subjekt und Prädikat. Subjekt (und zugleich theophores Element) ist eine Form von „JHWH“ (יְהֹו jəhô oder יֹו jô), das Prädikat leitet sich von der Verbwurzel שׁפט špt, deutsch ‚richten/zum Recht verhelfen‘ ab. Der Name lässt sich als „Jhwh hat Recht gesprochen/Recht verschafft/zum Recht verholfen“ übersetzen. Die Septuaginta gibt den Namen als Ιωσαφατ Iōsaphat wieder, die Vulgata als Iosaphat.

## Biblische Erzählung

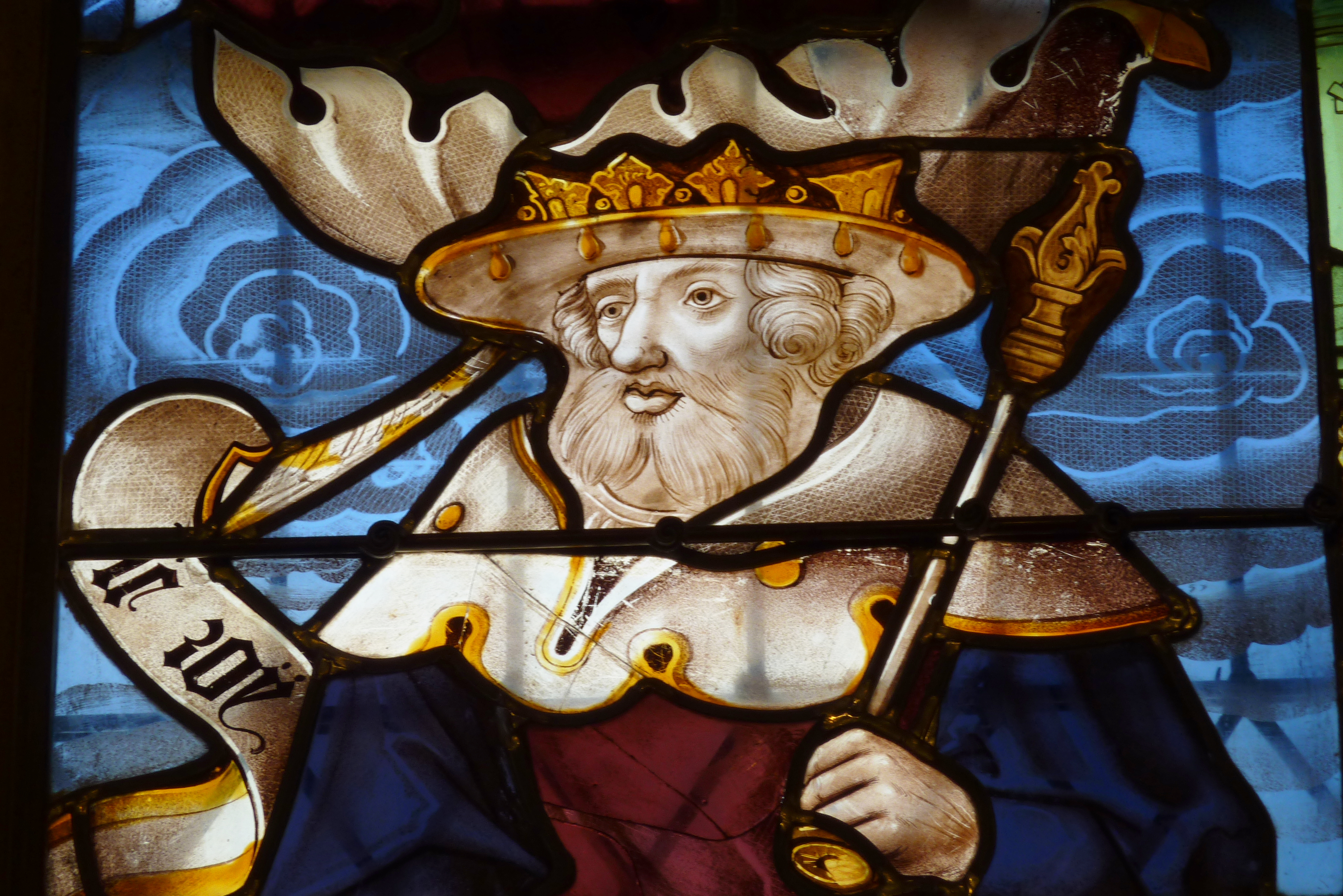
König Joschafat auf einem Bleiglasfenster im Palais Rihour in Lille

Über Joschafat wird in 1 Kön 22 , 2 Kön 3 , sowie in 2 Chr 17  berichtet. Er wurde im Alter von 35 Jahren König, seine Regierungszeit wird mit 25 Jahren beziffert. Sein Vater war Asa, König von Juda, seine Mutter Asuba, eine Tochter Schilhis. Er wird wie sein Vater positiv bewertet, obwohl er die Kulthöhen nicht entfernte (1 Kön 22,44 ). Zu seiner Zeit herrschte Frieden mit dem Nordreich Israel.
Joschafat schloss Bündnisse mit den Königen von Israel; mit dem Haus Ahab verband er sich durch Heirat. In der Schlacht von Ramot-Gilead kämpfte er gemeinsam mit Ahab gegen die Aramäer. Sie erlitten eine Niederlage, Ahab starb, Joschafat konnte entkommen (1 Kön 22,33 ).
Ein Bündnis mit Ahasja, dem König von Israel, mit dem Ziel, Handel mit Ophir zu treiben, schlug Joschafat aus (1 Kön 22,50 ), da seine Schiffe zuvor bei Ezjon-Geber zerschellt waren (1 Kön 22,49 ).
Schließlich verbündete sich Joschafat mit König Joram von Israel im Kampf gegen die Moabiter, die Israel tributpflichtig waren. Der Feldzug war erfolgreich. 
Doch bald darauf verbündeten sich die Moabiter mit ihren Nachbarn, den Ammonitern, und zogen wieder in den Krieg gegen Juda. Die Chronik berichtet, dass die Feinde bereits in Ein Gedi standen und Joschafat ein Fasten ausrufen ließ und die Bevölkerung im Tempel versammelte, um Gott um Hilfe anzurufen. Und Gott ließ ihnen durch den Propheten Jahasiël ausrichten, sie sollten den Feinden entgegenziehen, Gott würde für sie streiten. Vor den Kämpfern Judas zogen Sänger her, die Gott lobten. Und als sie an der angekündigten Stelle eintrafen, hatten sich die Feinde gegenseitig erschlagen und die Juden fanden nur noch Leichen vor und mehr Beutegut, als sie tragen konnten.
Joschafat starb nach einer 25-jährigen Regierungszeit im Alter von sechzig Jahren. Nachfolger wurde sein Sohn Joram.